# وودکلیف لیک (نیوجرسی)
وودکلیف لیک (به انگلیسی: Woodcliff Lake) شهری در ایالت نیوجرسی کشور ایالات متحده آمریکا است که جمعیت آن در سرشماری سال ۲۰۱۰ میلادی، ۵٬۷۳۰ نفر بوده‌است.